# Muzeum Kolejnictwa w Wilnie
Muzeum Kolejnictwa w Wilnie (Geležinkelių muziejus) – placówka muzealna Kolei Litewskich (Lietuvos Geležinkeliai). 

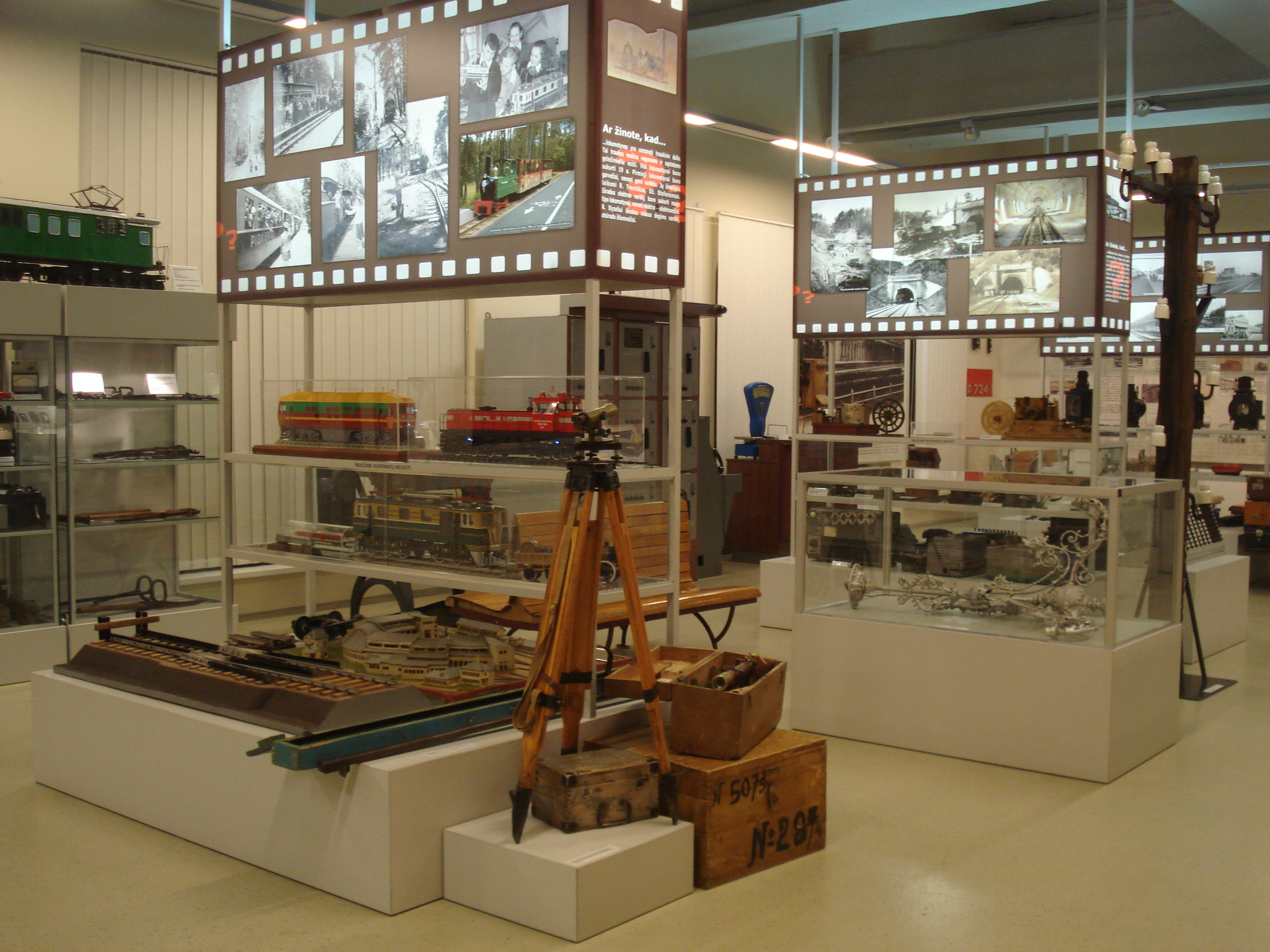
Ekspozycja

Inicjatywa utworzenia muzeum powstała w 1936, jednakże rzecz się zmaterializowała dopiero w trzydzieści lat później - w 1966, w budynku zajmowanym ówcześnie przez oddział Kolei Przybałtyckich (Прибалтийская железная дорога) z siedzibą w Rydze, obecnie przez dyrekcję Kolei Litewskich przy ul. Mindaugo 12-14. W 1998 muzeum przeniesiono do budynku naprzeciwko - przy ul. Mindaugo 15. W 2010 placówkę zamknięto, przenosząc ją na dworzec Wilno. Ekspozycję dla publiczności otwarto w 2011.
Ekspozycja prezentuje historię litewskiego kolejnictwa, linii, stacji, zabezpieczenia ruchu i łączności, pionierów kolejnictwa; w jednej z sal znajduje się makieta.